# Simon Johannes Van Douw

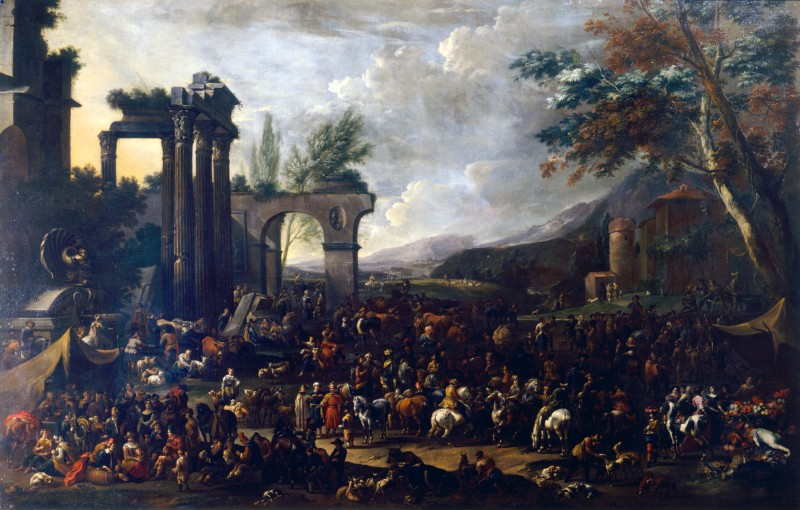
Scena di mercato (Fondazione Cariplo)

Simon Johannes Van Douw (Anversa, 1630 circa – Anversa, 1677 circa) è stato un pittore fiammingo.

## Biografia
Scarse risultano le informazioni relative alla vicenda dell'artista: fu membro della Gilda di San Luca a Anversa dal 1654 e a Middelburg dal 1656. Ebbe come allievi, tra gli altri, Pieter van Bloemen e Nicolas de La Haye. Le tematiche della sua produzione consistono specialmente in scene di battaglia con cavalli ed episodi di genere, utilizzando a volte modelli tratti da incisioni di altri artisti, come Pieter van Laer. In alcune scene sono citati paesaggi e monumenti romani: non è documentato un viaggio italiano dell'artista; con ogni probabilità si tratta di elementi desunti da opere di grafica, che venivano da lui rielaborate.